# Callimenellus fumidus
Callimenellus fumidus är en insektsart som beskrevs av Walker, F. 1871. Callimenellus fumidus ingår i släktet Callimenellus och familjen vårtbitare. Inga underarter finns listade i Catalogue of Life.